# إليانور دومون
إليانور دومون (بالفرنسية: Madame Moustache)‏ هي سيدة أعمال فرنسية، ولدت في 1834 في فرنسا، وتوفيت في 1879.